# تئودور پیلت
تئودور پیلت (الگو:نگلیسی (زادهٔ ۸ سپتامبر ۱۸۸۳ در سن-ژیل، درگذشتهٔ ۳ مهٔ ۱۹۲۱ در لوکزامبورگ) رانندهٔ خودروهای مسابقه‌ای اهل بلژیک بود. تئودور، که پدر آندره پیلت و پدربزرگ تدی پیلت بود، اولین عضو از این دودمان رانندگان مسابقه‌ای بود. او مسابقه دادن را در سال ۱۹۰۳ آغاز کرد، و با شرکت در مسابقات ایندیاناپلیس ۵۰۰ با خودروی مرسدس-نایت خود در سال ۱۹۱۳، به اولین فرد بلژیکی بدل شد که در این مسابقات شرکت می‌کرد. با وجود بهره‌مندی از کم‌حجم‌ترین موتور، این خودرو با ثبت میانگین سرعت ۱۰۹٫۶۷۴ کیلومتر بر ساعت (۶۸٫۱۴۸ مایل بر ساعت) در طول مسافت ۸۰۰ کیلومتر (۴۹۷ مایل)، موفق به کسب جایگاه پنجم شد.
هارت واردکنندهٔ خودروهای بوگاتی و مرسدس به کشور بلژیک بود. او در راه برگشت از کارخانهٔ مرسدس در یک تصادف جاده‌ای در نزدیکی کاپلن همراه با مکانیکش، برویر کشته شد.

## نتایج در مسابقات ایندیاناپلیس ۵۰۰
| سال   | خودرو | شروع  | سرعت کیفی | رده   | مقام در پایان | دورها | رهبری | بازنشست |
| ----- | ----- | ----- | --------- | ----- | ------------- | ----- | ----- | ------- |
| ۱۹۱۳  | ۲۳    | ۱۳    | ۷۵٫۵۲۰    | ۲۷    | ۵             | ۲۰۰   | ۰     | ادامه   |
| مجموع | مجموع | مجموع | مجموع     | مجموع | مجموع         | ۲۰۰   | ۰     |         |

| شروع‌ها       | ۱ |
| پول پوزیشن‌ها | ۰ |
| ردیف جلو     | ۰ |
| بردها        | ۰ |
| ۵ نفر برتر   | ۱ |
| ۱۰ نفر برتر  | ۱ |
| بازنشست      | ۰ |